# Das Planetarium 1900–2100
Das Planetarium 1900–2100 ist ein Astronomieprogramm, das in der Ansichtsgenauigkeit auf den Zeitraum von 1900 bis 2100 beschränkt ist.
Das Programm ist für den direkten Vergleich mit dem nächtlichen Himmel per bloßem Auge oder mit Fernglas geeignet – der eigene Standort lässt sich dafür anpassen. Auch bietet es Details zu den Jupitermonden, Sonne und Mond sowie einen Almanach.
3D-Darstellungen der Planeten geschehen mittels OpenGL und DirectX.
Das Programm besteht aus mehreren Teilmodulen, welche auch einzeln auf der Website verfügbar sind:
- Das Planetarium 1900–2100 – eigentliches Astronomieprogramm
- Open-Satellite – Programm zur Verfolgung von verschiedenen Satelliten; Möglichkeit, Computer mit Zeitserver zu synchronisieren, ist gegeben
- Erde 3D – Programm zur Erdbetrachtung